# IC 412
IC 412 — галактика типу Sab (компактна витягнута галактика) у сузір'ї Оріон.
Цей об'єкт міститься в оригінальній редакції індексного каталогу.